# Thomas Poulain
Pas d'image ? Cliquez ici

a Compétitions nationales et continentales officielles uniquement.

b Matchs officiels uniquement.
Dernière mise à jour le 25 mars 2025.
Thomas Poulain, né le 28 mars 2001, est un joueur français de rugby à XV évoluant au poste de pilier.

## Carrière

### Formation
Thomas Poulain débute le rugby en 2009 avec le FC Lourdes XV jusqu'en 2013. En 2014, il rejoint la Section paloise dont il intègre le centre de formation.
Durant l'été 2022, il rejoint le pôle espoir du CA Lannemezan.

### En club
Thomas Poulain fait ses débuts avec l'équipe professionnelle de la Section paloise en Challenge européen en janvier 2020 en remplacement de Mohamed Boughanmi blessé.
Il est prêté en Nationale pour la saison 2021-2022 par le club béarnais à Soyaux Angoulême XV Charente. En février 2022, son prêt est cassé par le club charentais et il revient dans le Béarn sans avoir joué le moindre match.
Lors de la saison 2023-2024 de Nationale 2, il dispute 3 matchs de championnat.
Il rejoint le Stade bagnérais en Nationale pour la saison 2024-2025.

### En équipe nationale
Thomas Poulain est retenu avec l'équipe de France des moins de 18 ans en mars 2019 pour affronter l'équipe du pays de Galles des moins de 18 ans à Cardiff en préparation du Championnat d'Europe des moins de 18 ans d'avril 2019.

## Palmarès
Néant.